# Małżeństwo osób tej samej płci w Connecticut
Małżeństwa osób tej samej płci są legalne w stanie Connecticut od 12 listopada 2008 roku.

## Historia
W 2005 roku Connecticut wprowadziło rejestrowane związki partnerskie dla par osób tej samej płci. Ustawa je legalizująca została przyjęta przez Senat 6 kwietnia 2005. Izba Reprezentantów przyjęła ustawę wraz z poprawkami 13 kwietnia. 20 kwietnia Senat ponownie uchwalił ustawę. Tego samego dnia została ona podpisana przez gubernator M. Jodi Rell. Prawo weszło w życie 1 października 2005 roku.
10 października 2008 roku, Sąd Najwyższy stanu Connecticut orzekł, że odmawianie parom osób tej samej płci prawa do zawarcia małżeństwa narusza stanową konstytucję. Orzeczenie zaczęło obowiązywać 12 listopada 2008.
23 kwietnia 2009 gubernator Rell podpisała uchwaloną dzień wcześniej przez obie izby stanowej legislatury ustawę ujednolicającą przepisy w kwestii małżeństwa, które zostało zdefiniowane jako związek dwóch osób. Na mocy tej ustawy 1 października 2010 roku zniknęła możliwość zawarcia związku partnerskiego. Wszystkie dotychczas funkcjonujące związki zostały automatycznie przekształcone w małżeństwa.

## Opinia publiczna
| Poparcie mieszkańców Connecticut wobec                   | za | przeciw |
| -------------------------------------------------------- | -- | ------- |
| Małżeństw jednopłciowych (październik 2003)              | 44 | 50      |
| Małżeństw jednopłciowych (may-czerwiec 2004)             | 45 | 50      |
| Małżeństw jednopłciowych (kwiecień 2005)                 | 42 | 53      |
| Małżeństw jednopłciowych (grudzień 2008)                 | 52 | 39      |
| Małżeństw jednopłciowych (wrzesień 2011)                 | 55 | 32      |
| Małżeństw jednopłciowych (lipiec 2012)                   | 55 | 33      |
| Jednopłciowych związków partnerskich (październik 2003)  | 51 | 43      |
| Jednopłciowych związków partnerskich (may-czerwiec 2004) | 59 | 35      |
| Jednopłciowych związków partnerskich (kwiecień 2005)     | 56 | 37      |